# Schachcomputer in der DDR
Die Entwicklung von Schachcomputern in der DDR verlief in mehreren Stufen vom Prototyp bis zur Serienreife.

## Hintergrund
Im VEB Mikroelektronik „Karl Marx“ des Kombinats Mikroelektronik Erfurt („VEB Funkwerk Erfurt“) wurde untersucht, wie der entstandene Rückstand zum westlichen Niveau der Konsumgüter verringert werden kann.
Das Kombinat hatte zwei wesentliche Produktlinien:
- elektronische Bauelemente
- elektronische Messgeräte

Die Entwicklung und Produktion von Schachcomputern erfolgte in den Betriebsteilen des Messgerätewerkes. Spezialisten des Bauelementewerkes wurden zunächst beauftragt, mit den im Werk produzierten mikroelektronischen Bauelementen vergleichbare Produkte zu applizieren – darunter auch Schachcomputer. Die Schachcomputer waren seinerzeit auf dem westlichen Markt bereits als Massenproduktion vorhanden, in den sozialistischen Ländern jedoch nur vereinzelt.
Wie die meisten Industriezweige in der DDR der 80er Jahre war auch die Mikroelektronik und damit auch die Konsumgüterindustrie mit mikroelektronischen Bauelementen wirtschaftlich gesehen ein Zuschuss-Segment der nach Plan organisierten Volkswirtschaft. In einem Artikel des ICGA-Journals ist dargestellt, wie für die DDR-Schachcomputer-Entwicklung und -Produktion Anleihen bei Hard- und Software im Westen gemacht wurden.

## SC1

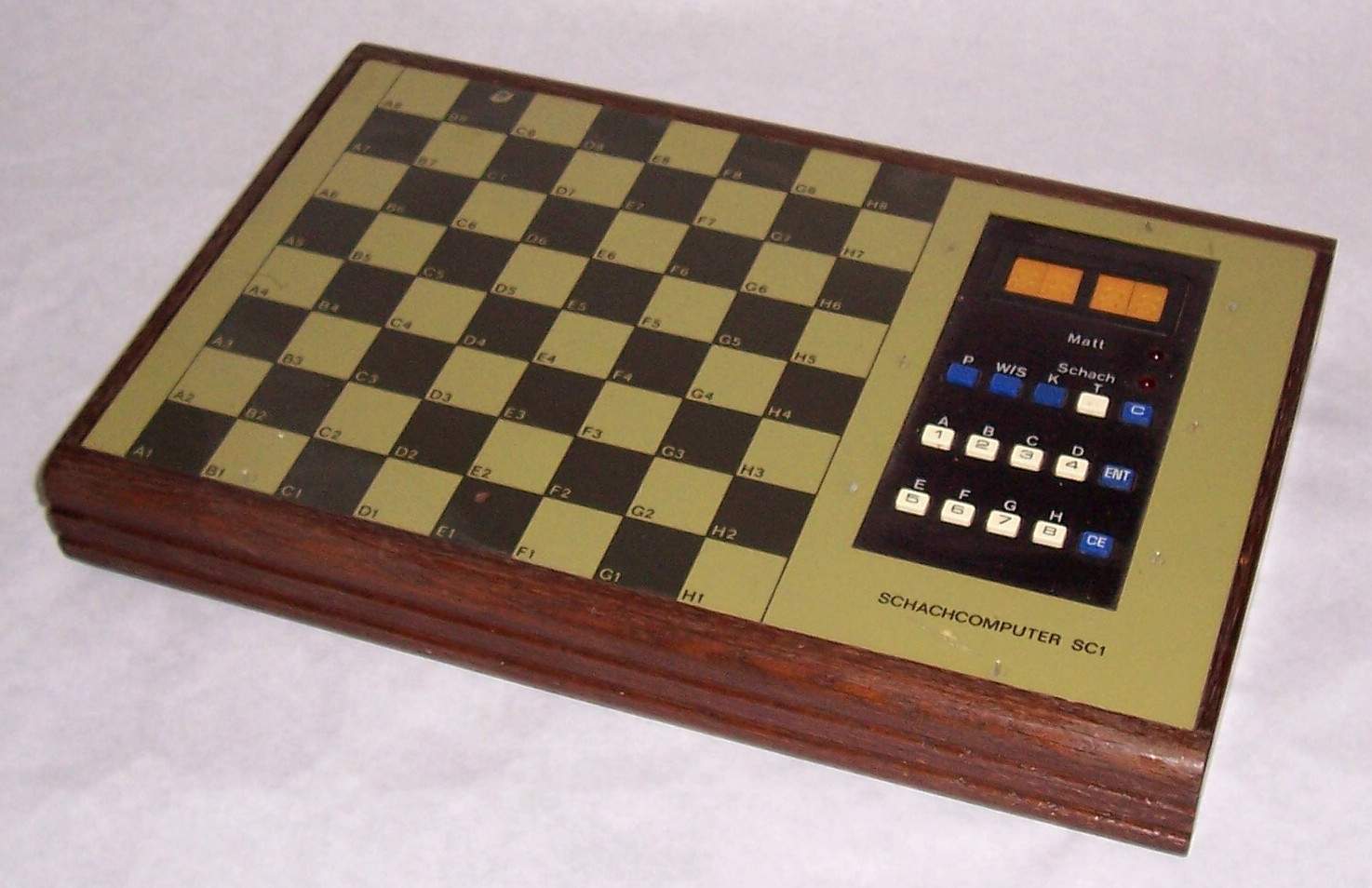
Schachcomputer SC1

Der Schachcomputer SC1, von dem etwa ein Dutzend gebaut wurden, war eine Kleinstserie zur Demonstration der Leistungsfähigkeit mikroelektronischer Bauelemente aus der Produktion der DDR.
Das Gehäuse bestand aus einem Holzrahmen, das Schachbrett war ein Aluminiumblech, auf dem die Schachfelder aufgedruckt waren. Das Design war ganz offensichtlich an die Modelle Chess Challenger 3 bzw. Chess Challenger 10C von Fidelity Electronics angelehnt. Die Eingabe der Schachzüge wurde mittels einer Tastatur analog zu der eines Taschenrechners realisiert. Die Ausgabe der Schachzüge erfolgte mit einer LED-Anzeige.
Das Programm des Prototyps war noch keine Eigenentwicklung.
Der SC1 fand bei den für die Aufnahme einer Serienproduktion Zuständigen sofort eine rege Zustimmung und führte zu dem Auftrag, diesen Schachcomputer sofort bis zur Serienreife weiterzuentwickeln. Dabei ergaben sich folgende Schwerpunkte für die Entwicklungstätigkeit:
- kostengünstige Fertigung
- Verwendung von Bauelementen aus der eigenen Produktion
- preiswertes Gehäuse
- leistungsstarkes Programm.

Das Gehäuse des SC1 mit Holzrahmen und die Montage mit vielen Schrauben wäre für eine Serienfertigung sehr kostenintensiv gewesen. Außerdem hatte das Funkwerk keine Fertigungskapazität für Holzerzeugnisse.

## SC2

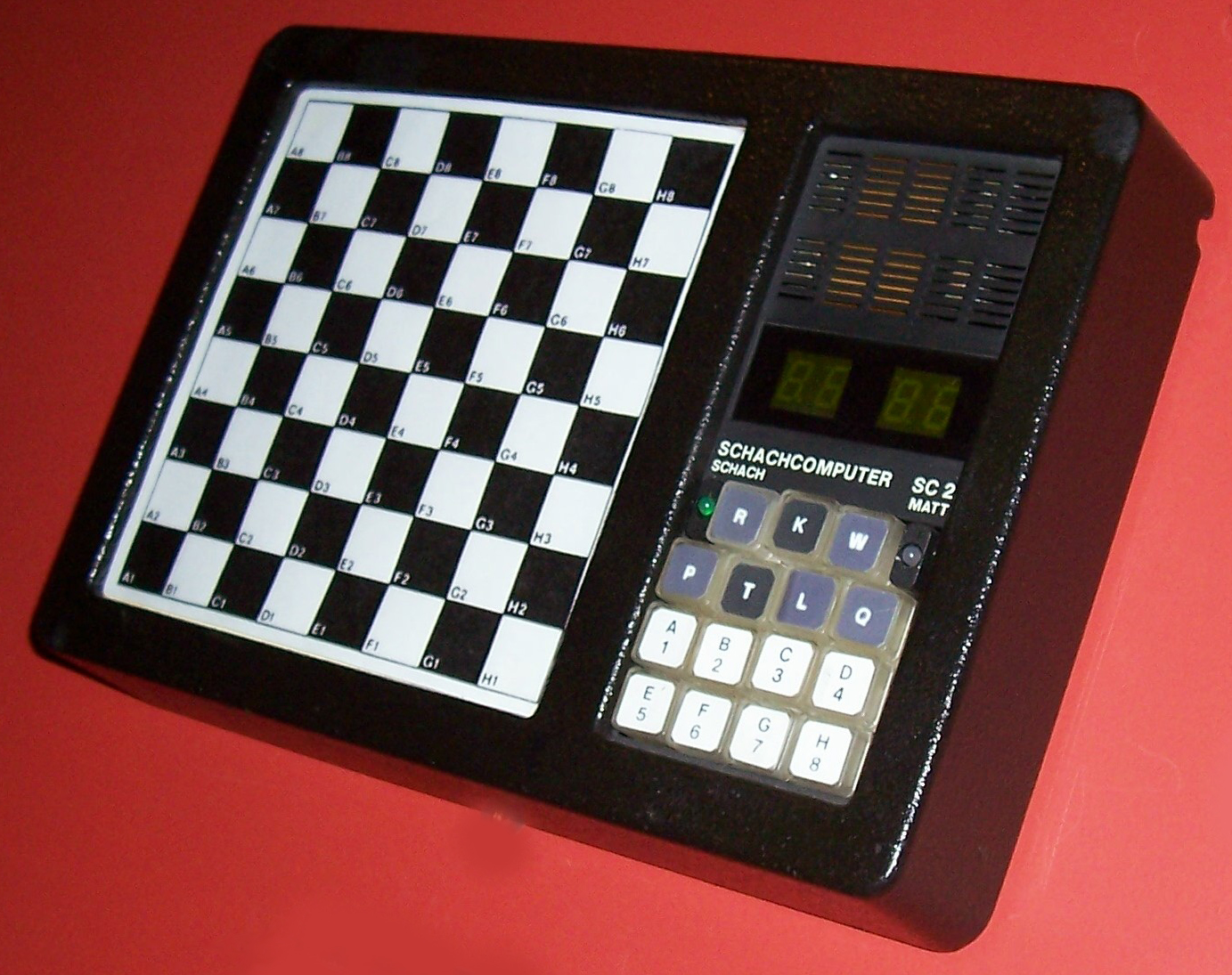
Schachcomputer SC2

Um kostengünstig produzieren zu können, wurde entschieden, ein Kunststoffgehäuse zu konstruieren. Das erforderliche Werkzeug sollte schnell und billig entstehen, was zu der Entscheidung führte, ein Gehäuse aus Polyurethan einzusetzen. Dieses konnte einfach gefertigt werden. Nachteilig war die dicke Materialstärke, wodurch auch keine hohen gestalterischen Ansprüche erfüllt werden konnten. Dafür war die Lösung schnell umgesetzt und es entstand der SC2.
Da man sich zum damaligen Zeitpunkt nicht in der Lage sah, ein eigenes Programm zu erstellen, kam im SC2 das amerikanische Fidelity Chess Challenger 10 Programm von Ron Nelson zum Einsatz, das man einfach aus dem Westen übernahm. Das damals bereits 4 Jahre alte Programm erreichte eine Spielstärke von ELO 1207 mit einer kleinen Eröffnungsbibliothek von 76 Halbzügen.
Vom SC2 wurden in den Jahren 1981 bis 1983 einige hundert Exemplare, vorwiegend im Inland, verkauft. Die Vorstellung des SC2 auf Messen und die Marktforschung ergaben keine guten Exportmöglichkeiten in das westliche Ausland, was jedoch eine wichtige Aufgabe für die Produzenten von Konsumgütern in der DDR war. Für die Inlandnachfrage war der SC2 wiederum zu teuer.
Man setzte den Export in westliche Länder als Devisenbeschaffung als ausdrückliches Ziel. Daraufhin wurde der Schachcomputer für den Export in westliche Länder weiterentwickelt.
Wegen der Sättigung der westlichen Märkte mit Billigprodukten an Schachcomputern wurde als Zielgruppe speziell der gehobene Bedarf definiert. Dies erforderte insbesondere ein niveauvolles Gehäuse und anspruchsvollere Schachprogramme.

## CM

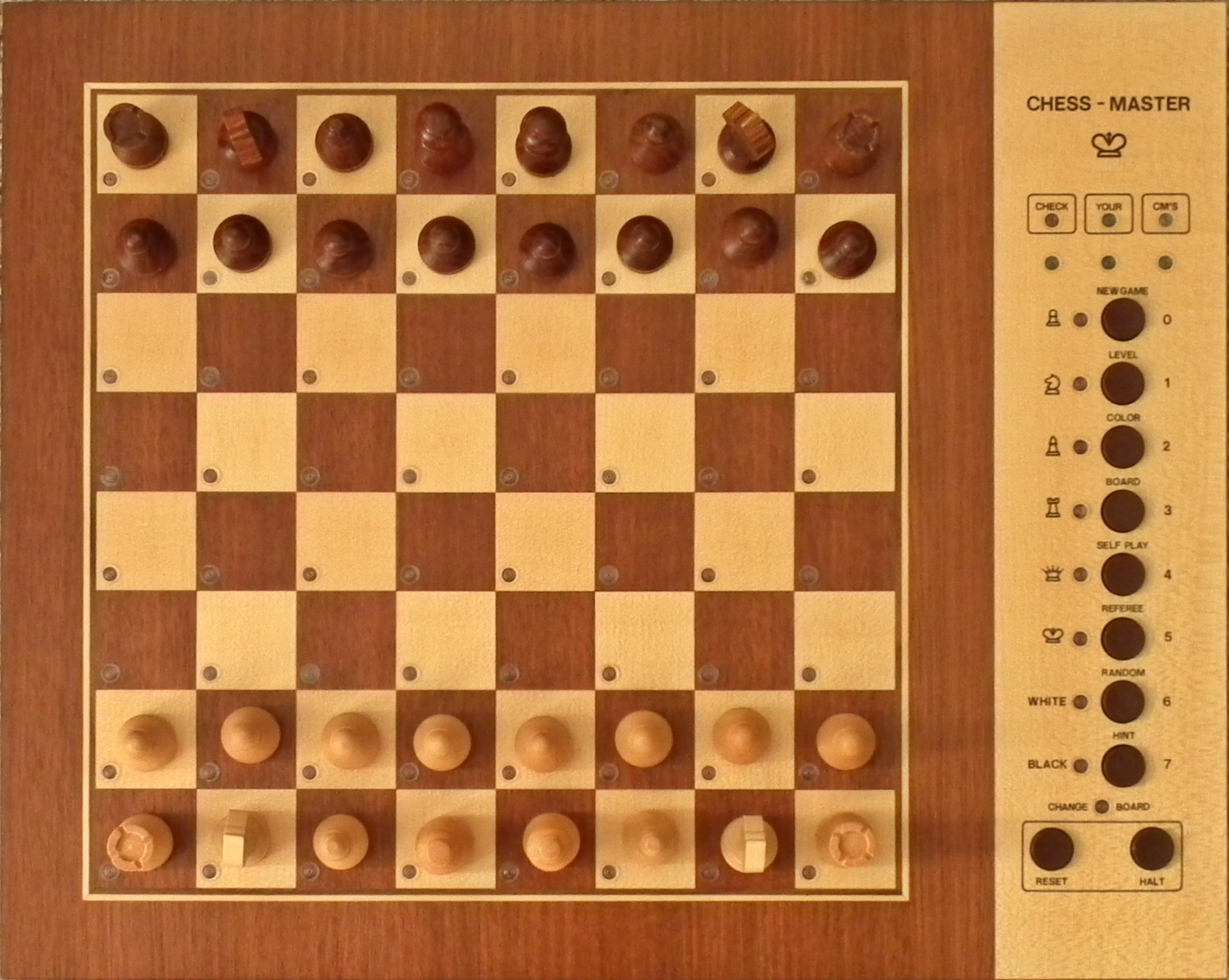
Schachcomputer CM

Im Funkwerk wurde daraufhin im Jahr 1985 eine spezielle Abteilung für die Entwicklung der Schachcomputer und anderer Konsumgüter gegründet. Für diese Abteilung wurden zwei ausgezeichnete Schachspieler mit Programmierfähigkeit gewonnen. Für die Gehäusegestaltung der Schachcomputer und weiterer Konsumgüter wurden die Konstrukteure und Entwickler eingesetzt und zwei Designer eingestellt. Das Design des CM wurde von Bernd Stegmann, Dankmar Leffler, Rudolf Lorenz entworfen und am  20. Januar 1984 durch VEB Mikroelektronik „Karl Marx“ Erfurt als Geschmacksmuster angemeldet (GS/RN: 15191AKZ/AN: U 3521 Urheberschein) Quelle: Register DDR-Designs - AfEP, PATON
Insgesamt haben bis zu 28 Ingenieure und Facharbeiter des VEB Mikroelektronik „Karl Marx“ Erfurt Konsumgüter, primär Schachcomputer, entwickelt. Damit wurden Ressourcen für eine selbständige Produktlinie gebildet, denen auch eine eigene Fertigungsstätte unweit von Erfurt in Plaue zugeordnet wurde. Die meisten Produkte auf dem westlichen Markt waren Massenfertigung und in Plastgehäusen untergebracht. Beim gehobenen Bedarf ging man bei der Zielgruppe auch von aktiven Schachspielern als potentielle Kunden aus, die sicher ein Schachbrett aus Holz bevorzugen würden. Die Normgröße der Schachbretter wurde also unter diesem Aspekt als wichtig angesehen und realisiert: Der Chess Master war genauso groß wie ein Standardbrett bei Schachturnieren, im Gegensatz zu bisherigen Schachcomputern, die aus Kostengründen meist kleiner gefertigt worden waren.
Als weitere Zieleigenschaft wurde die Eingabe direkt durch die Figuren auf das jeweilige Schachfeld angesehen. Für die Eingabe über die Schachfigur wurde ein magnetisches Wirkprinzip gewählt. Alle Schachfiguren wurden unten aufgebohrt und bekamen kleine, runde Magnete eingeklebt. Ein technisch zu lösendes Problem war nun, das Magnetfeld durch das 12 mm dicke Schachbrett auf die Leiterplatte zu den dort befindlichen Sensoren (Hall-Generatoren) zu bekommen. Diese Wirkung konnte nur erzielt werden, indem in das Schachfeld für jedes einzelne Feld ein Stahlstift eingelassen wurde. Danach kamen mit einer präzisen Technologie die dünnen Furniere beidseitig auf die hölzerne Trägerplatte. Die Erfinder erhielten für diese Lösung Patente. Die Anzeige der berechneten Schachzüge erfolgte wiederum mit LEDs auf den betreffenden Schachfeldern.
Das Gehäuse dieses Schachcomputers war also eine anspruchsvolle Holzkonstruktion mit in feinwerktechnischer Präzision eingearbeiteten Stahlstiften. Als Produzent hierfür wurde eine Möbel-Produktionsgenossenschaft (PGH) gewonnen, die mit der geforderten Präzisionsarbeit eine außergewöhnliche Herausforderung gemeistert hat. Entstanden ist ein hochwertiger, auch ins westliche Ausland verkaufter Schachcomputer: der Chess Master – CM mit neuem Programm, Holzgehäuse, magnetischer Eingabe und Ausgabe mit LED-Anzeigen.
Im Gegensatz zu den früheren Modellen SC1 und SC2 kam beim CM ein eigens entwickeltes Programm von Rüdiger Worbs und Dieter Schultze zum Einsatz, das jedoch nur eine geschätzte Spielstärke von ELO 1100 erreichte. Der Mikroprozessor des CM war ein UB880 D mit 8 Bit und einer Taktfrequenz von 2,5, später 4 MHz.
Der CM wurde später mit Bauelementen mit höherer Arbeitsgeschwindigkeit unter gleicher Bezeichnung weiterentwickelt, wobei die übrigen Eigenschaften erhalten blieben. Er wurde 1984 auf Messen vorgestellt und anschließend zu Tausenden ins westliche und östliche Ausland sowie im Inland verkauft. Der Verkaufspreis in der DDR betrug 1580  Mark. Bei einer Schachcomputerweltmeisterschaft in Budapest belegte er den 16. von 18 Plätzen, erreichte aber unter den kommerziell verfügbaren Systemen den zweiten Platz.

Dieser Schachcomputer stand mit seinem Namen Pate für das DDR-Computerspiel Video Chess-Master.

## CM diamond

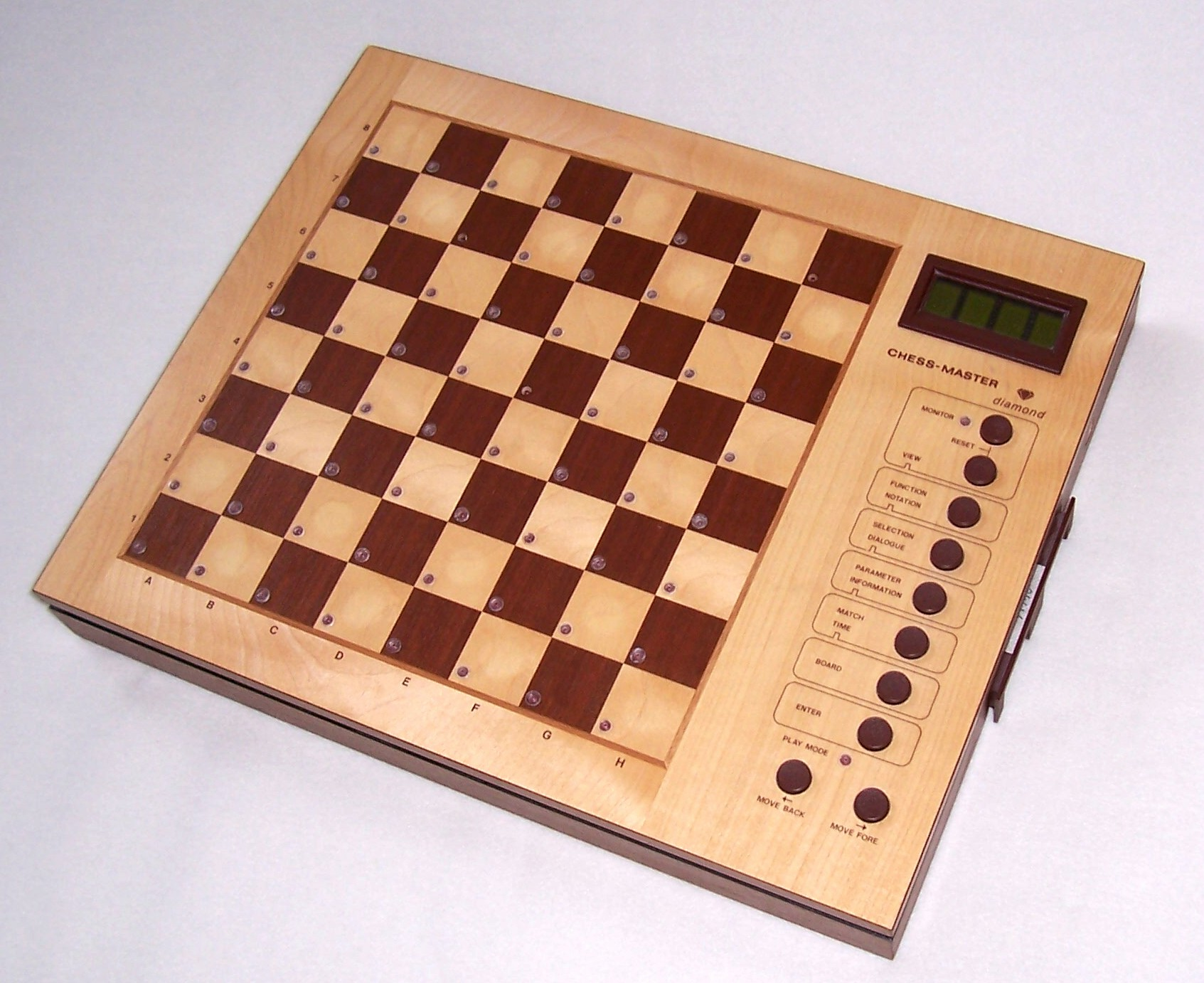
Schachcomputer CM diamond

Für die Weiterentwicklung des CM wurde für die Entwickler vorgegeben, zusätzliche Programme schnell für Kunden zugänglich zu machen. Die gewählte technische Lösung hierfür waren von außen einschiebbare, auswechselbare Kassetten. Zum optionalen Lieferumfang gehörte je ein Eröffnungs- und Endspielmodul, die unterhalb der Tastatur eingesteckt werden konnten.
Wichtigstes äußeres Unterscheidungsmerkmal in Bezug auf den CM war ein zusätzliches Kommunikationsfeld rechts oben (siehe Abbildung), das als vierstellige LED-Anzeige ausgeführt war. Das Schachprogramm konnte hier unter Verwendung von 16-Segment-Anzeigen aktuelle Informationen zum Spielstand und zur Bedienung ausgeben. Es stammte wiederum von Rüdiger Worbs (diesmal im Verbund mit Wolfgang Pähtz), erreichte jedoch nur ELO 1189 – zu einem Zeitpunkt, als westliche Schachcomputer bereits ein unvergleichlich höheres Niveau von  ELO 2000 (Mephisto Roma) boten.
In Hinblick auf den Verkauf ins westliche Ausland wurde der Name des CM klangvoll ergänzt: CM diamond.
Dem Export geschuldet ist auch die sehr attraktive Gestaltung der Verpackung und der Bedienungsanleitung des Schachcomputers, damals vorgenommen von einem auf dem westlichen Markt erfahrenen Designer.
Der CM diamond wurde ab 1987 im In- und Ausland, nun auch stärker ins westliche Ausland verkauft.

## CMT

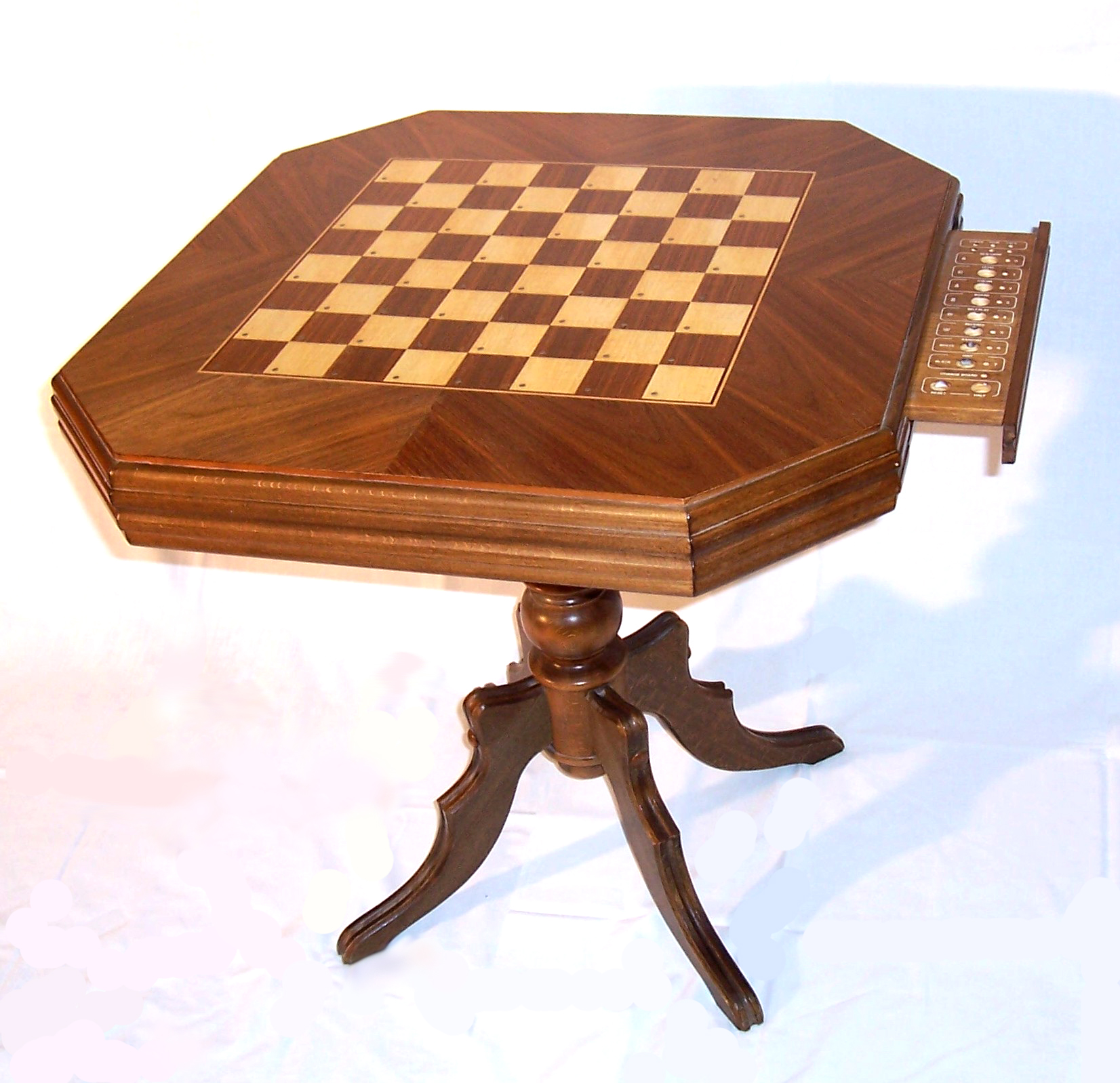
Schachcomputertisch CMT

Wurde mit dem CM schon erfolgreich der gehobene Bedarf gedeckt, ging die Zielrichtung für die Weiterentwicklung an einen speziellen, solventen Kundenkreis, der auch die repräsentative Wirkung des Schachspiels schätzte. Die Konstrukteure entwickelten einen Schachtisch, in dem die komplette Elektronik integriert war. Dies war eine Weltneuheit, die dann nach kurzer Bewertung des Marktes auch sofort umgesetzt wurde.
Als Elektronik wurde die des CM verwendet. Der Tisch selbst war eine spezielle Konstruktion unter Berücksichtigung der konkreten Anforderungen. Damit die Funktion als Tisch gesichert werden konnte, waren die Bedienelemente seitlich einschiebbar gehalten, so dass im eingeschobenen Zustand ein normaler Schachtisch sichtbar war. Das Tischbein war hohl, um darin das Netzkabel unterbringen zu können. Unter der Tischplatte nahmen Aluminiumprofile die Kräfte der Tischplatte auf und übertrugen diese auf das Tischbein.
Für den Transport wurden das Tischbein und die Füße abgeschraubt, so dass eine relativ transportfreundliche Größe entstand (das gleiche Prinzip, das auch bei IKEA-Möbeln angewandt wird). Als Umverpackung wurde eine Holzkiste verwendet, die auch die Stoßsicherheit des Schachcomputertisches beim Transport gewährleistete.
Vom Schachtisch wurden einige Dutzend produziert und zumeist in westliche Länder exportiert.

## Weitere Pläne

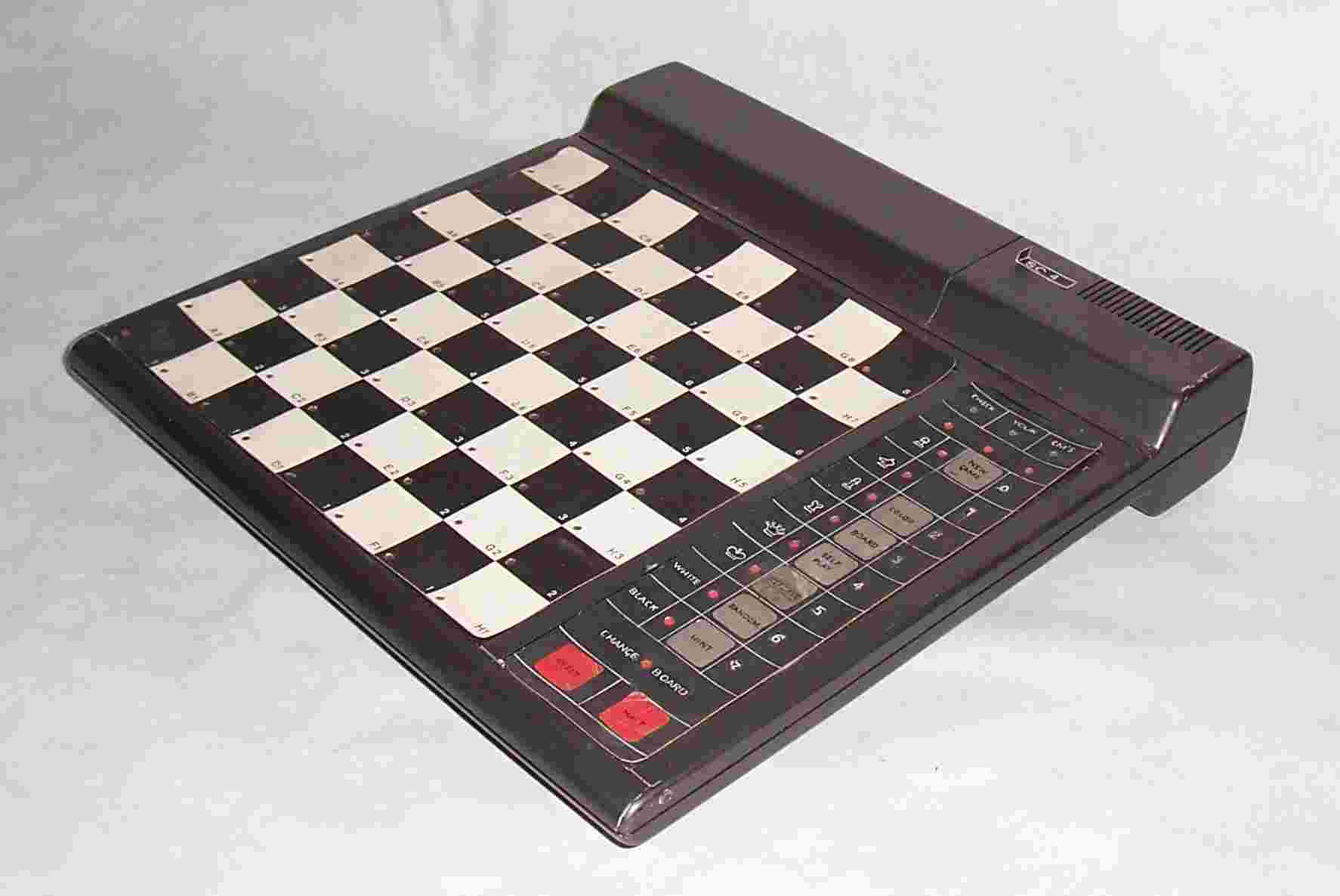
Gestaltungsmuster für einen Schachcomputer im Plastgehäuse

Mit der Massenproduktion von mikroelektronischen Bauelementen wurden diese auch preisgünstiger, so dass die Produktion von Schachcomputern zu erschwinglichen Preisen ins Auge gefasst werden konnte. Für dieses Anliegen wurden Designer tätig. Für einen völlig neuen Schachcomputer wurde ein erstes Gestaltungsmuster, noch ohne jegliche elektrische Funktion, hergestellt. Die Umsetzung dieses Erzeugnisses wurde mit dem Niedergang der DDR nicht mehr realisiert.

## SLC1
SLC1 (Schach- und Lerncomputer 1) ist ein Schachcomputerbausatz, der 1989 erschien.